# Randy Snow
Randy Snow (24 de mayo de 1959 - 19 de noviembre de 2009) fue el primer paralímpico en ingresar al Salón de la Fama Olímpico de los Estados Unidos.

## Biografía
Nativo de Terrell, Texas, era un jugador de tenis clasificado por el estado cuando en su adolescencia, pero a los 16 años, una paca de heno de 1000 libras aplastó su columna vertebral, dejándolo paralizado de la cintura para abajo. Después de graduarse, se inscribió en la Universidad de Texas en Austin en 1977, donde se entregó a la vida festiva de la fraternidad, hasta formar un equipo de baloncesto en silla de ruedas bajo la dirección de Jim Hayes, director deportivo de sillas de ruedas de la Universidad de Texas en Arlington. Poco después, comenzó a correr en silla de ruedas, y en 1980 se trasladó a Arlington para trabajar junto a Hayes, y finalmente se estableció como el mejor jugador de tenis en silla de ruedas en los Estados Unidos. 

## Carrera
En 1984, los Juegos Olímpicos de Verano agregaron una carrera masculina de 1500 metros en silla de ruedas como evento de exhibición. Snow se sometió a un entrenamiento intenso, trasladándose a Houston, Texas, para entrenar en la misma pista que Carl Lewis. Este fue el primer evento paralímpico que apareció ante una gran audiencia. Snow recibió una medalla de plata, y la multitud le dio a los atletas una gran ovación al final de la exhibición. 
Ganó medallas de oro en los Juegos Paralímpicos de Verano de 1992 en Barcelona para tenis individual yeja, y en los Juegos de Atlanta de 1996 fue miembro del equipo de baloncesto en silla de ruedas ganador de la medalla de bronce. También compitió en tenis en silla de ruedas para hombres en los Juegos Paralímpicos de Verano de 2000, pero perdió en la tercera ronda ante el eventual medallista de oro David Hall de Australia. 
Fue incluido en el Salón de la Fama Olímpica de los Estados Unidos el 1 de julio de 2004. 

## Fallecimiento
Randy Snow murió el 19 de noviembre de 2009 en El Salvador mientras era voluntario en un campamento de tenis en silla de ruedas. Fue inducido póstumamente al Salón Internacional de la Fama del Tenis en Newport, Rhode Island, el 14 de julio de 2012.